# Julius Konrad Otto

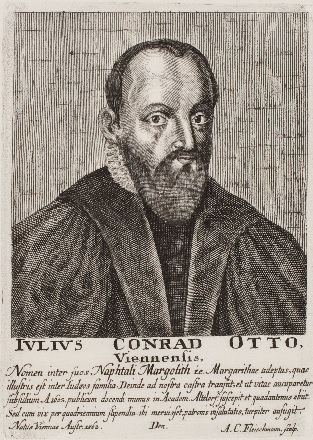
Julius Konrad Otto, Kupferstich von August Christian Fleischmann, 1728

Julius Konrad Otto, auch Julius Otto, geboren als Naphtali Margolioth (hebräisch נפתלי מרגלות, יוליוס קונרד אותו; * 12. September 1562 vermutlich in Prag; † 1649 oder eher um 1655/56 in Edinburgh) war Professor für hebräische Sprache an der Akademie Altdorf und der Universität Edinburgh, vermutlich auch Professor extraordinarius für Hebräisch an der Universität Gießen.
Einen Teil seines Lebens verbrachte er im Osmanischen Reich. Während vieler Jahre auf Wanderschaft war er unter anderem in Nürnberg, Hamburg, Bremen, Frankfurt am Main, Butzbach, Bozen, Kempten im Allgäu, Straßburg und Worms als privater Hebräischlehrer tätig. Otto stammte aus dem Judentum und gehörte im Laufe seines Lebens nacheinander der römisch-katholischen, der evangelisch-lutherischen, der reformierten und der presbyterianischen Kirche an, vielleicht unterbrochen durch eine zwischenzeitliche Rückkehr zum Judentum.

## Leben

### Herkunft
Julius Konrad Otto (Naphthali Margolioth) soll nach einer zeitgenössischen Notiz ein Sohn von Martin Philipp (Otto) und Maria Magdalena in Wien gewesen sein. Jedoch sind weder christliche Vornamen seiner jüdischen Eltern noch Wien als Geburtsort wahrscheinlich. Prozessakten und eine Verbindung zum Bistum Würzburg deuten auf eine Herkunft der Familie aus dem württembergisch-fränkischen Raum hin. In einer Publikation bezeichnete sich Julius Otto als Pragensis (= aus Prag stammend). Er selbst führte seine Abstammung zurück auf Rabbi Jakob Margolioth (יעקב מרגליות) (* um 1430; gest. um 1492), Hochmeister der Juden zu Nürnberg, und seinen Sohn Rabbi Eisek (Isaak ben Jakob) Margolioth (אייזק מרגליות) (* um 1456; gest. 1525), Oberrabbiner von Prag. Ein Teil der Familie emigrierte wegen der Verfolgungen in Deutschland und Böhmen nach Krakau und in andere polnische Städte. Ihr bedeutendster Vertreter war Samuel Margolioth (* um 1512; gest. 1551), der 1527 von König Sigismund I. zum Senior der großpolnischen und masowischen Juden ernannt wurde. Wahrscheinlich war auch er ein Vorfahr von Naphthali Margolioth. Einer der Söhne Samuel Margolioths, Antonius Margaritha, trat 1521/22 wie Naphthali Margolioth zum Christentum über und lehrte in Augsburg, Leipzig und Wien Hebräisch.

### Aufenthalt im Osmanischen Reich
Julius Konrad Otto schrieb um 1642 rückblickend auf sein Leben, er habe – offenbar als Jugendlicher – „vier Jahre in einer vertrauten Weise (familiariter) mit den Juden in Jerusalem zusammengelebt; und (dann) zwölf Jahre in Istanbul-Edirne … gelehrt“.  Naphthali Margolith hat nach eigener Darstellung „von Jugendt auff“ seine „zeit mit studieren und lesen … zugebracht inn heiliger Schrifft und im Talmud, wie auch in andern Rabinischen Büchern“. Für seine Studien habe er „Reisen in fremde Länder unternommen, nicht nur ein oder zwei, sondern viele Jahre, und zwar in verschiedene und die entlegensten Teile der Welt“. Er wurde „zu einem Rabbi geordnet“ (ordiniert; vgl. → Semicha) und hat „die Bibel, den Talmud und anderer alten Rabbinen schrifften erkleret vnnd außgelegt“. Otto bezeichnete sich auch später noch selbst als jemand, der „einst bei den Juden ein Rabbi“ (Rabbi olim apud Judaeos) gewesen ist.

### Taufe in Würzburg und Konversion in Nürnberg
Am Dreifaltigkeitsfest (27. Mai) 1600 wurde Naphthali Margolith mit Unterstützung von Bischof Julius Echter von Mespelbrunn in Würzburg getauft, wahrscheinlich in der Kirche St.-Kilian des u. a. für die Judenmission gestifteten Juliusspitals. Er nahm den christlichen Namen Julius Konrad Otto an. Als weitere Namenspatrone (Taufpaten) neben dem Bischof selbst kommen etwa die Domherren Konrad Ludwig Zobel von Giebelstadt (1582–1662), Konrad Friedrich von Thüngen,  Otto Friedrich Schutzbar genannt Milchling oder Otto Heinrich von Gebsattel († 1619) in Frage, von denen die ersten drei auch als Rektoren der Universität Würzburg amtierten.

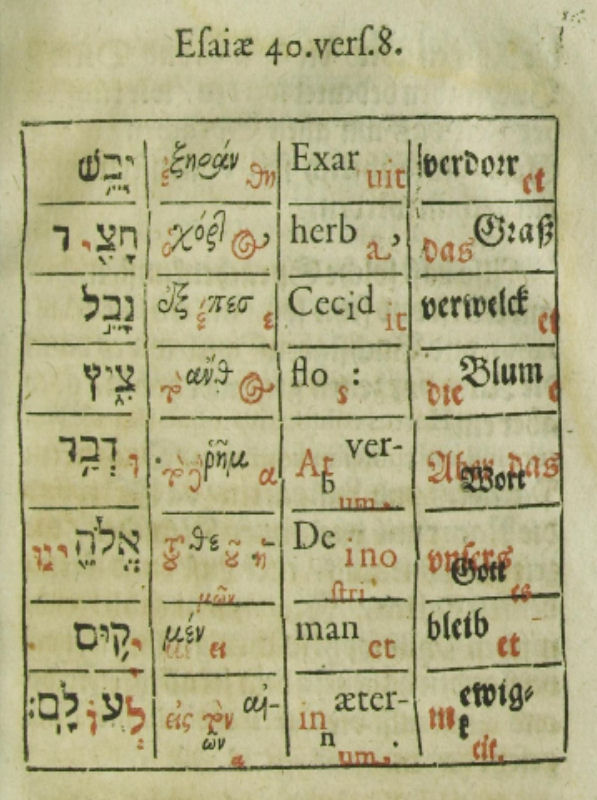
Sprachdidaktisches Konzept von Elias Hutter am Beispiel von Jes 40,8

In Nürnberg wurde er unter dem Einfluss des Pfarrers an St. Sebald Mag. Johannes Fabricius (1560–1636) evangelisch. Otto handelte mit Schmuck und arbeitete in der Druckerei von Elias Hutter als Lektor für die hebräische Sprache. Der Nürnberger Stadtrat genehmigte Hutter 1601 die Errichtung einer Sprachschule für Hebräisch, Griechisch und Latein, an der wahrscheinlich auch Julius Konrad Otto unterrichtete. Hutters originelles Konzept des Sprachunterrichts, das von Otto übernommen wurde, basierte auf der Ontologie des Aristoteles.
Aus Nürnberg korrespondierte Otto mit Johann Buxtorf (יוחנן בוקשדורף) in Basel. Er erwähnte dabei in einem Brief u. a. Amandus Polanus, Elias Hutter (אליאז הוטר) als ausgezeichneten Hebraisten, einen bemerkenswert hebräischkundigen Engländer (הענגלענדר), der in Basel gewesen war – gemeint ist Hugh Broughton (1549–1612) –, die aristotelische Philosophie (הפילוסופיאה אריסטוטלוס) und den Krieg in Ungarn (המלחמות שבאונגריא).
Johann Konrad Otto heiratete 1602 in Nürnberg Margaretha, die Witwe von Joachim Lotter.

### Überfall in Michelbach an der Heide
1602 warf Julius Konrad Otto seinem Verwandten Jaudas (Judas), dessen Schwiegersohn Klein-Michael und seinem Bruder Groß-Michael aus Michelbach an der Heide und anderen Juden aus Crailsheim und Hengstfeld vor, ihn unter einem Vorwand nach Michelbach in das markgräflich-ansbachische Gebiet gelockt und ihm dort Kleinodien, Geld, Dolch und Rapier abgenommen zu haben. Sie hätten ihn auch wegen seines Übertritts zum Christentum geschlagen, misshandelt und versucht, den ebenfalls getauften Juden Samuel Friderich zu engagieren, um ihn ermorden zu lassen. Die Beamten des Markgrafen Georg Friedrich I. von Brandenburg-Ansbach-Kulmbach im Oberamt Crailsheim Vogt Simon von Haym genannt Eisen (1560–1619), Kastner Wolf Frosch († 1627/31) und Amtsschreiber Philipp Vogtherr (* um 1561; † 1605) führten daraufhin eine Untersuchung durch, bei der in Hengstfeld Wertgegenstände beschlagnahmt und Marx (Mordechai), dessen Sohn Coppel (Jakob) und Berlein (Issachar) wegen Raubes verhaftet wurden.
Johann Konrad von Wollmershausen (1576–1640) zu Amlishagen und Burleswagen, dessen Vater den Juden Marx und Berlein zu Hengstfeld 1598 einen Schutzbrief auf zehn Jahre verkauft hatte, strengte einen Prozess vor dem Reichskammergericht gegen Markgraf Georg Friedrich I. von Brandenburg und seine Beamten an. Nach dem Tod von Georg Friedrich I. 1603 lehnte dessen Nachfolger Markgraf Joachim Ernst von Brandenburg-Ansbach die weitere Beteiligung am Verfahren ab, weil er nicht direkter Universalerbe seines Vorgängers sei, sondern das Lehen kraft Singularsukzession (Einzelrechtsnachfolge) als Stammlehen (ex pacto et providentia) empfangen habe.

### Professor in Altdorf

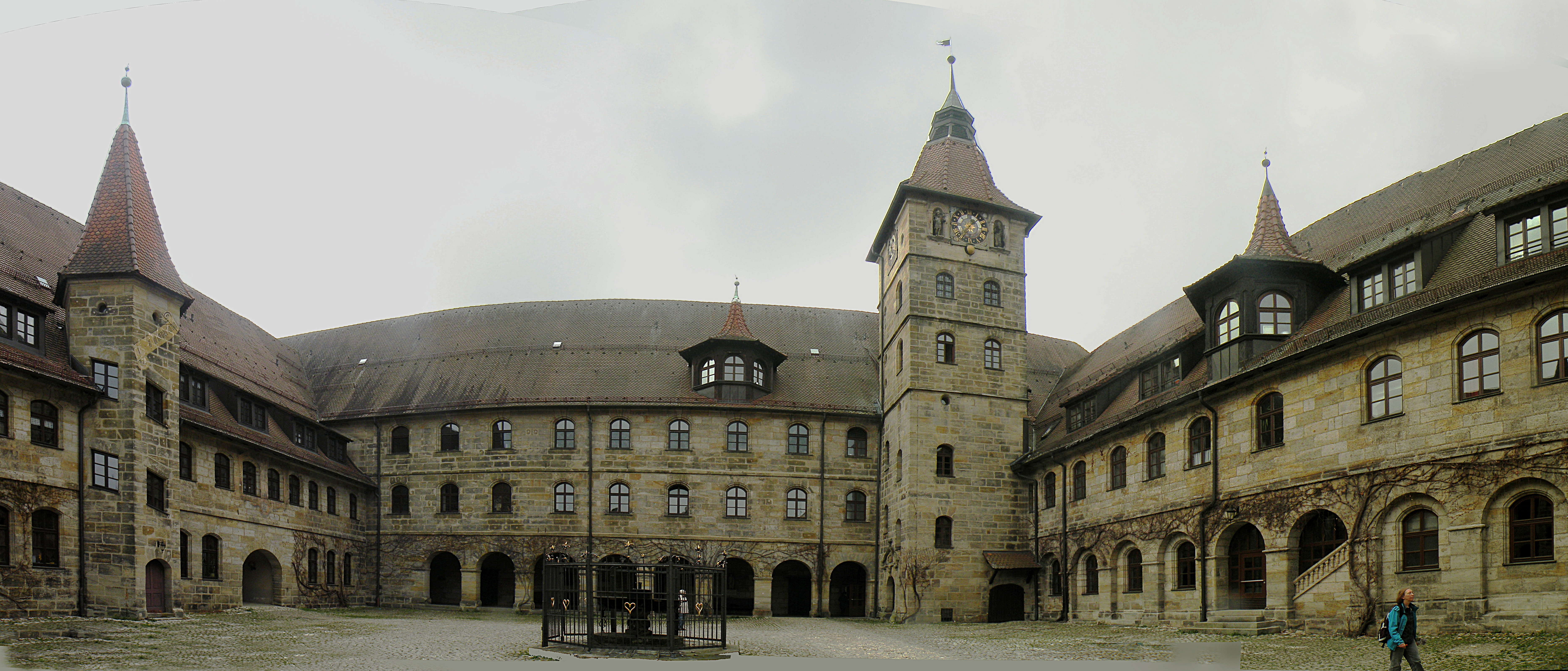
Ehemalige Universität Altdorf

1603 bis 1607 war Julius Konrad Otto Professor für hebräische Sprache an der Akademie der Reichsstadt Nürnberg in Altdorf. Er veröffentlichte in dieser Zeit eine hebräische Grammatik und bereitete den Druck eines hebräischen Wörterbuchs vor. Otto beabsichtigte außerdem, unter dem Titel ספר הקבלה [= Sēfer haḳ-ḳabbālâ] eine Sammlung kabbalistischer rabbinischer Texte herauszugeben. Eine große, von Otto abgeschriebene kabbalistische Handschrift wurde Kaiser Leopold I. und Erzherzog Leopold Wilhelm von Österreich bei einem Besuch in der Nürnberger Stadtbibliothek am 7. August 1658 von Johann Michael Dilherr gezeigt.
Es handelte sich bei diesem Projekt vermutlich um die Vorbereitung seiner Darstellung rabbinischer Theologie, die er 1605 unter dem Titel Gali Razia. Occultorum Detectio in Hebräisch, Transkription (in sephardischer Tradition), deutscher und lateinischer Übersetzung veröffentlichte. Mit dem Buch wollte er den Nachweis (monstratio) führen, dass Rabbiner „vor und nach Christi Geburt von dem Messia und gantzem Göttlichen Wesen, zur warheit deß Evangelij, geschrieben“ und bereits die Trinitätslehre vertreten haben. Otto benutzte für dieses Buch nicht die päpstlich zensierte Basler Ausgabe des Talmuds von Ambrosius Froben, sondern den „rechten alten, In welchem viel schöner Lehr begriffen sein“, den er „mit gefahr Leibs und Lebens neben andern Rabbinischen schriften und Büchern von ihnen (den Juden) bekommen“ hatte. Er orientierte sich bei seinen Randverweisen an dem Kompendium עין יעקב [= ʿÊn Jaʿaḳōv] der Aggada des babylonischen Talmuds von Rabbi Jakob ben Salomo Chabib.
Ohne den Namen des Verfassers zu nennen, setzte sich 1615 der jüdische Kreditunternehmer und Theologe Salomo Salman Zevi Hirsch in seiner kontroverstheologischen, auf Hoch-„Deitscht“ (אױף דײטשט) mit hebräischen und westjiddischen Wendungen in hebräischen Lettern verfassten Schrift יודישר טירייאק (= Judischer Theriak) gegen den Konvertiten Samuel Friedrich Brenz (סמאל ורידריך פרענץ) mit dem Eingangskapitel von Gali Razia auseinander. Brenz hatte zwei Argumente aus diesem Kapitel Ottos aufgegriffen, und Salomo Salman Zevi wies ausdrücklich auf die von Brenz verwendete Quelle hin. Julius Konrad Otto hatte eine Aussage der tannaitischen Rabbinen Jose der Priester und Jochanan ben Sakkai aus dem Mischna-Traktat Chagiga (Chag. 14 b, 26) als Rede „von der heiligen Dreyfältigkeit“ (דרײאפעלטיקײט) interpretiert und die biblische Geschichte vom Besuch dreier „Männer“ bei Abraham in Mamre (Gen 18,2 ) als Hinweis auf die drei „Personen“ der Trinität ausgelegt. Salomo Zevi hielt dies für „Narrheit“ (נארהייט) und bezeichnete den Verfasser als „Mumar“ (מומר; rabbinische Bezeichnung für einen Apostaten):

„Allein sage ich un’ bekennen auch alle Christen, dass die Talmudim gute Juden gewesen sein. Un’ die mehrer Teil Schemuot (Geschichten), die Mumar schreibt, sein erlogen un’ kein Wort ver standen. Er hot andern Mumarim aus ihren Sefarim (Schriften) genascht. Er sagt, dass der Talmud bekenn, dass Gott einig im Wesen un’ dreifach in der Person sei. Sagt, wie einem Rabbi geträumt hab, er hab einn Stimm vom Himmel gehört, die hab gesagt zu ihm: „Ich un’ du un’ deine Jünger sein berufen worden zu der Dreifältigkeit“. Der Säckel hot ein Chagiga gehört lejen, dass 7 Kittot vor הקב״ה (dem Heiligen, der gesegnet ist = Gott) sitzen. Un’ ist dieser Rabbi in die dritt Kitta ein geschrieben, dass er bei den selbigen im Gan Eden sitzen werd. Un’ deitscht der Säckel כת שלישית (= dritt Kat): „Dreifältigkeit“. Ich möchte leiden, er hätt eitel (= nur) solche Narrheit gebrucht un’ hätt Juden un geschmäht gelossen.“

Julius Konrad Ottos Werk Gali Razia (גלי רזיא) ist inhaltlich zu unterscheiden von einer gefälschten Schrift „Gale razeya“ (גלי רזייִא), die angeblich von „Rabbenu ha-Qadosch“ (רבנו הקדוש = „unser heiliger Rabbi“ = Rabbi Jehuda ha-Nasi) verfasst worden sei und 1518 auszugsweise von dem Franziskaner Pietro Colonna Galatino (Petrus Galatinus; * um 1460/65; † 1540) in seinem Opus de arcanis catholicae veritatis publiziert wurde. Bereits Ende des 15. Jahrhunderts hatte der getaufte Jude Pablo de Heredia (Paulus de Heredia; * um 1405/15; † um 1485/90) aus Aragon ein angeblich von Nechonja ben ha-Qana angefertigtes Exzerpt aus „Galerazaya“ unter dem Titel Epistola de secretis herausgegeben. Wegen des ähnlichen Titels wurden beide Schriften gelegentlich miteinander verwechselt oder fälschlich zueinander in Beziehung gesetzt.
Bei seinen Vorlesungen vermittelte Otto neben Hebräisch auch Grundzüge der aramäischen Sprache, deren chaldäische und altsyrische Varianten er beherrschte, und des rabbinischen Hebräischen (Mittelhebräisch).
Otto korrespondierte in seiner Altdorfer Zeit u. a. mit Georges I. Babou de La Bourdaisière (1540–1607), Jacques Bongars und Isaac Casaubon in Paris.
Der überschuldete Elias Hutter hatte sich 1604/1605 aus Nürnberg nach Prag abgesetzt und seinem Bürgen, dem Losungsschreiber Hieronymus Koeler (1542–1613), hohe Schulden hinterlassen, die zu einem großen Teil durch den aufwändigen Druck eines Neuen Testaments in 12 Sprachen angehäuft worden waren. Julius Konrad Otto schlug Isaac Casaubon 1606 die Herausgabe einer Neuauflage vor, die sich mit einer verbesserten hebräischen Übersetzung besser verkaufen würde. In der Stuttgarter Autographensammlung von Friedrich Wilhelm Frommann (1707–1787) hat sich das undatierte Fragment eines Stammbucheintrags von Julius Konrad Otto erhalten, das unter andere Einträge aus Altdorf einsortiert wurde.
Julius Konrad Otto verließ Altdorf im Dezember 1607 in Richtung München und Ingolstadt. Seiner Frau Margaretha gegenüber, die er mit Schulden zurückließ, soll er geäußert haben, er könne die Bosheit und Heimtücke (malitia & perfidia) der Menschen nicht mehr ertragen, unter denen er lebe.
Ein Nachdruck von Ottos Schrift Gali Razia wurde 1613/14 von dem Drucker Johann Duber († 1623) in Alten-Stettin herausgegeben.

### Wanderschaft als Privatlehrer

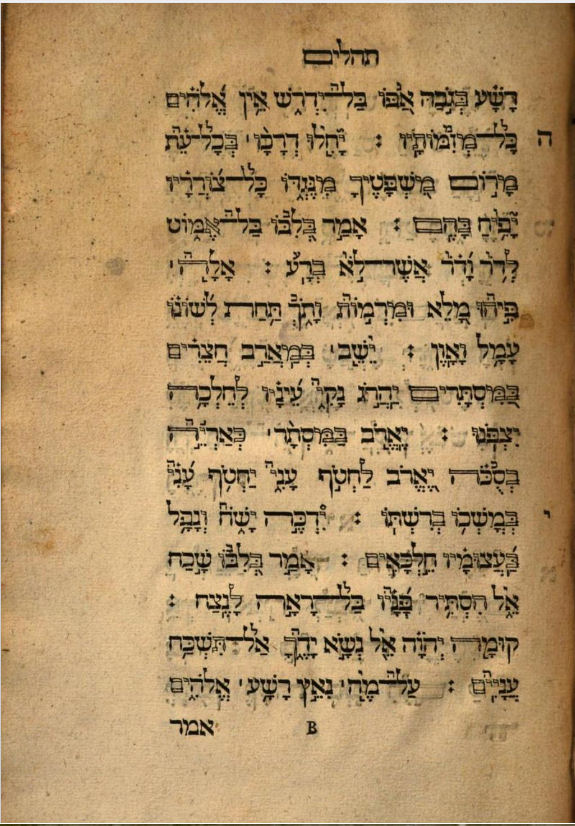
Julius Konrad Otto: Darstellung von Ps 10,4-13a mit Hervorhebung der hebräischen Wurzeln im Druck, Hamburg 1614

Angeblich wandte sich Otto wieder dem Judentum zu. Er hat sich später in Hamburg aufgehalten. Dort erschien 1614 mit der Verfasserangabe „Julius Otto Pragensis“ ein Liber Psalmorum mit einer lateinischen Interlinear-Übersetzung ausgewählter Psalmen. Der Autor wollte in Hamburg Hebräisch unterrichten und versuchte, das Studium der Sprache zu erleichtern, indem er die Präfixe und Suffixe hervorgehoben darstellte. Michael Havemann, der sich am 6. September 1615 am Akademischen Gymnasium in Hamburg immatrikuliert hatte, würdigte „Julius Conradus Otto, welchen ich in meiner Jugend gekant und den Grund der Hebräischen Sprache von ihm erlernet“, als „trefflichen“ Mann.
Am 26. September 1617 wurde der Jude Jacobus Margarita, der angeblich Rabbi in Krakau gewesen war, mit Zustimmung des Antistes (Superintendenten) Johann Jakob Breitinger durch Diakon Felix Weiß (* um 1572; † 1628) im Grossmünster Zürich auf den Namen „Johannes“ getauft. Hans Felix Balber (1596–1664), der auf dem Gymnasium Illustre Bremen Theologie studiert hatte, behauptete wenig später, dass er denselben Mann 1615 in Bremen als getauften Christen kennengelernt habe, der sich damals „Otto“ genannt und einige Studenten um Geld und Schmuck erleichtert habe. Jacobus Margarita bzw. „Johannes“ floh am 11. November nachts aus Zürich. Es ist unwahrscheinlich, dass es sich bei ihm um Julius Konrad Otto gehandelt hat; Balber, der Otto wohl in Bremen begegnet war, dürfte ihn in Zürich mit einem seiner Cousins verwechselt haben.
Im Februar 1618 trug sich Julius Otto in Heilbronn in das Stammbuch von Jeremias Eisenmenger ein. Am 23. Juli 1618 wurde den Scholarchen in Frankfurt am Main gemeldet, dass der in „der Hebräischen Sprach erfahrne … M. Julius Otto“ einige Wochen in der Stadt bleiben und „uff Vergünstigung … die Hebräische Sprach docieren“ wollte. Den akademische Grad eines „Magisters“ hat Otto allerdings nie erworben. Unter seinen Schülern in Frankfurt waren 1618 Ludwig von Hörnigk und Christian Gerlach (1602–1665), die beide anschließend die Universität Gießen bezogen.
Im Winter 1618/19 amtierte ein sehr gebildeter Jude in Sulz (Soultz-Haut-Rhin) im Oberelsass, eine Tagesreise von Basel entfernt, als „judischer Schulmaister“. Er sprach Latein und kannte sich gut in der christlichen Religion aus. Ein jüdischer Mitarbeiter, der Co-Korrektor Abraham Braunschweig, informierte Johannes Buxtorf über das Gerücht, es sei derselbe, der sich 1617 bei den Christen hatte taufen lassen. Buxtorf war – fälschlich – davon überzeugt, dass es sich um den früheren Altdorfer Professor Julius Conradus Otto handelte, dem er einmal (nach Nürnberg oder Altdorf) geschrieben hatte und der „zum letzten Mal“ in Zürich getauft worden sei. Bei dem Sulzer Lehrer handelte es sich eher um Jacob Margarita aus Krakau.

### Universität Gießen und Butzbach

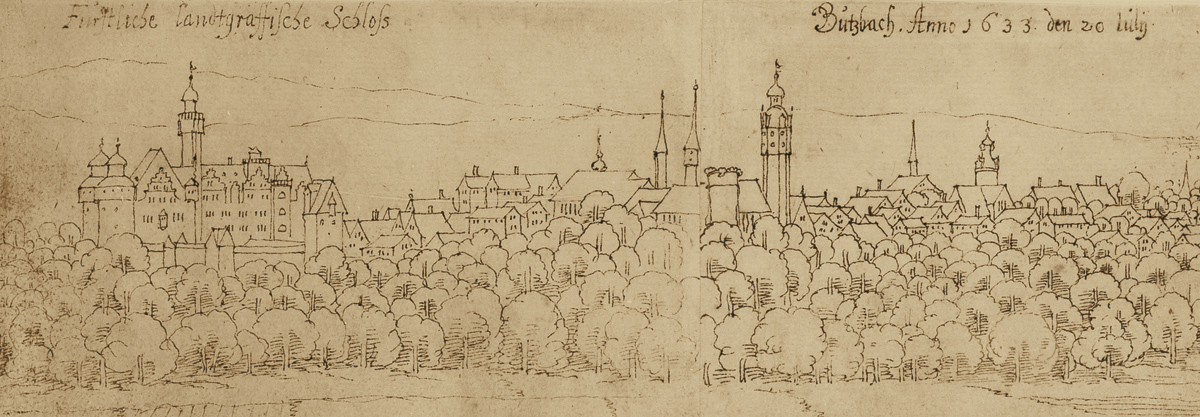
Butzbach 1633, Zeichnung von Valentin Wagner

An der Universität Gießen war die Professur für Hebräisch nach dem Tod von Christoph Helwig zwischen September 1617 und 1620 unbesetzt; erst 1620 wurden der bisherige Physik- und Griechischprofessor Johannes Steuber auf die IV. Professur für Theologie und hebräische Sprache und Martin Helwig (1596–1632) als Extraordinarius für Hebräisch berufen. Während der Vakanz unterrichtete Julius Otto Anfang 1619 in Gießen einige Studenten – darunter Hellwig Dieterich (Helvicus Dietericus) (1601–1655) – im Hebräischen, entweder privatim oder vermutlich sogar als Professor extraordinarius. Auch Graf Per Brahe der Jüngere lernte während seines Studienaufenthaltes 1618–1621 in Gießen Hebräisch. Otto unterbrach seine Tätigkeit in Gießen in den Osterferien 1619 und lebte bis Pfingsten einige Wochen am Hof einer Nebenlinie des Hauses Hessen-Darmstadt in Butzbach; Gießen war die Landesuniversität von Hessen-Darmstadt. Dem gelehrten Landgrafen Philipp III. von Hessen-Darmstadt-Butzbach brachte Julius Konrad Otto in vier Wochen die Grundzüge des Hebräischen, Syrischen und Chaldäischen (Aramäischen) bei. Er unterrichtete auch den Hofprediger Samuel Heiland d. J. (* 1595; † um 1632), der ihn im Gegenzug in die Astronomie einführte. Der Butzbacher Pfarrer Johannes Dieterich (1572–1635), Vater des Hellwig Dieterich, hielt Otto für einen besseren Sprachlehrer als den verstorbenen Gießener Philologen Christoph Helwig: „Mein Helvicus ist auch zu Gießen sein discipul gewesen und viel weiter kommen als bey D. Helvico seligen, kan biblia Hebraica verstehen, schreibet auch ein fein Hebräisch Carmen, daß ich michs frewe“.

### Studienreise nach Nordafrika
Nach eigenen Angaben unternahm Julius Otto mit zwei Studenten ungefähr ab Mai 1620 eine neunmonatige Reise nach Tunis und Fès in Afrika. Landgraf Ludwig V. Hessen-Darmstadt – der möglicherweise der Vater seines Schülers Ludwig von Hörnigk war – habe ihm dafür 400 Goldgulden gegeben, damit er vor Ort gründlich die Arabische Sprache erlernen könne. Einer der Studenten habe erkrankt in Bozen zurückbleiben müssen, der andere sei schon auf dem Heimweg nach Hessen.

### Weitere Wanderschaft
Am 7. Februar 1621 stellte sich Julius Otto auf der Rückreise dem Pfarrer Georg Zeämann (1580–1638) in Kempten als Professor primarius der Sprachen an der Akademie Gießen vor. Er spreche 12 Sprachen und könne „innerhalb 5 stund oder, so lang ein kertz brennet, einen, der kein buchstaben in Hebraea lingua (= Sprache) kenne, solche sprach also gründlich lehren …, daß er ein argument fertig machen könne.“ Zeämann wunderte sich über das schlechte Latein Ottos und die geringen Lernerfolge zweier Pfarrer und dreier Schüler, die er zu ihm geschickt hatte. „Daß er ein geborener Jud, hat er mit dem wenigsten wort sich nicht verlauten laßen“. Zeämann erkundigte sich über Konrad Dieterich, der vertraulich seinen Bruder Johannes in Butzbach befragen sollte, über die tatsächlichen Verhältnisse in Gießen. Seine in Kempten aufgelaufenen Schulden bezahlte („prästierte“) Otto trotz Zusage nicht, der Stadtrat löste ihn schließlich aus und schenkte ihm 4 Taler.
Im März 1621 war Otto in Straßburg und unterrichtete dort seit mehreren Wochen die orientalischen Sprachen.
Um 1630 „informierte“ „Julius Ottho … ein gelehrter und sonderlich in der Arabischen unnd Hebraischen Spraach wol fundirter Mann“ in Worms als Hauslehrer die Kinder eines „vornehmen Herrn“ in Hebräisch. Er geriet dort in Streit mit dem Arzt Joseph Beyfuß (Joseph ben Meïr Wallich genannt Pheibusch) (gest. 1643), Belga Hebraeus, der als einer der ersten Juden in Padua den Grad eines Dr. med. erworben hatte, über dessen angeblich gute, aber tatsächlich wohl dürftige Arabischkenntnisse.
Aus dem folgenden Jahrzehnt ist nichts über Ottos Leben bekannt. Er selbst gab später an, er habe nach seinem Aufenthalt im Osmanischen Reich „zwanzig Jahre in Gallia und zehn Jahre in Deutschland die (orientalischen) Sprachen öffentlich und privat … gelehrt“. Diese Zahlen entsprechen nur dann annähernd den bekannten Daten seines Lebenslaufs, wenn „Gallia“ nicht als „Frankreich“, sondern als verhüllende Bezeichnung für das „Frankenland“ verstanden wird. Seine frühere Tätigkeit an der Akademie Altdorf (inzwischen zur Universität erhoben), die abrupt endete, erwähnte er wohl bewusst nicht. Julius Konrad Otto blickte um 1642 auf eine mindestens 42-jährige Lehrtätigkeit zurück „mit größtem Fortschritt der Schüler durch (seine) wunderbare Konzentration (admirabili compendio) (des Lernstoffs)“.

### Professor in Edinburgh

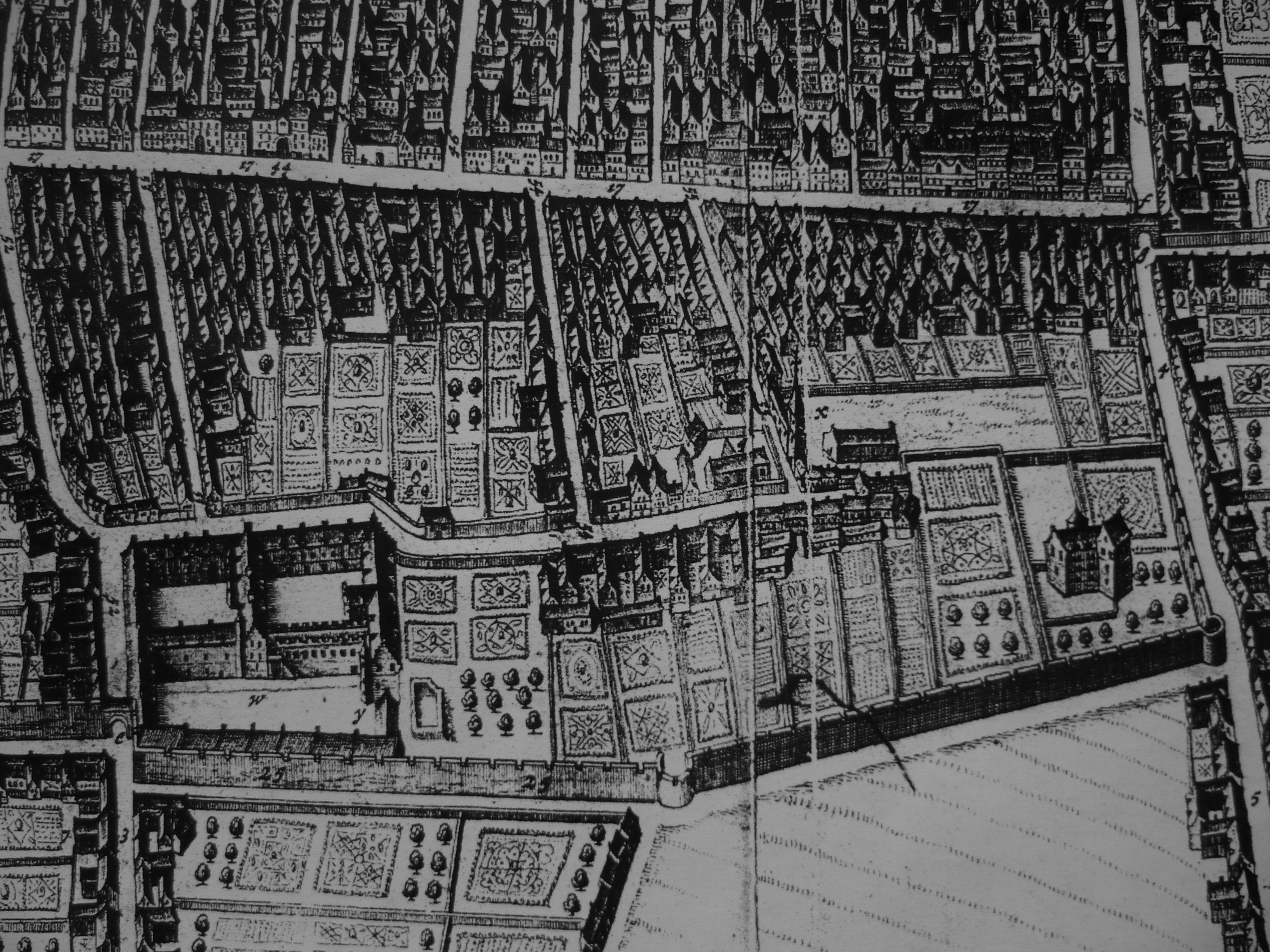
King James’ College in Edinburgh um 1647

Nachdem er schon Ende 1641 dort tätig gewesen war, wurde Julius Conradus Otto am 26. Januar 1642 für ein Gehalt von 1200 Mark als erster Professor für orientalische Sprachen, Hebräisch, Chaldäisch, Syrisch, Rabbinisch und Slawisch an der Universität Edinburgh angestellt. Er soll aus Holland kommend angeworben worden sein und war der erste geborene Jude, der in Schottland nachzuweisen ist. Anmerkungen in zwei Manuskripten der Universitätsbibliothek Edinburgh legen nahe, dass es sich tatsächlich um Johann Konrad Otto selbst und nicht etwa um einen gleichnamigen Sohn handelte. Als Professor der Edinburgher Akademie gehörte Julius Conradus Otto der presbyterianischen Kirche (Ecclesia Scotiae) an.
Der ungarische Student Pál Tarczali d. Ä. widmete den Edinburgher Professoren und Geistlichen Alexander Henrison (1623–1667), John Adamson (1576–1651), John Sharp (1572–1647) und Julius Conrad Otto eine Arbeit über das Abendmahl.
Durch Tod, Rücktritt oder Emeritierung Ottos war die Stelle seit etwa 1650/51 vakant, bis sie am 3. September 1656 mit Alexander Dickson (* um 1628; † nach 1679) aus Irvine, bis dahin Pfarrer in Newbattle, wiederbesetzt wurde. Nach den Edinburgher Ratsprotokollen erfolgte die letzte Gehaltszahlung an Otto für das zweite Quartal 1649. Sein Kollege Robert Baillie (1602–1662) schrieb 1653: „Gibt es irgend jemanden in Europa, der erfolgreicher die hebräischen Grundlagen gelehrt hat als der Jude Otto, der bis vor kurzem Edinburgher Professor war?“ Diese Formulierung setzt seinen Tod oder seine Emeritierung voraus. In einem in der Universitätsbibliothek Edinburgh aufbewahrten Notizbuch, das auch Auszüge aus Gali Razia. Occultorum Detectio, alchemistische Rezepte oder lateinische christliche Gebete und deutsche Texte in hebräischen Buchstaben enthält, wurden – wahrscheinlich von Julius Konrad  Otto selbst – auf Deutsch Daten von 1644 bis 1655 aufgelistet. Demnach wäre er um 1655/56 verstorben.

## Bedeutung
Als Sprachlehrer (Präzeptor) versuchte Julius Conrad Otto, den Lernstoff durch Konzentration, visuell vereinfachte Formenanalyse (nach dem Vorbild von Elias Hutter) und die über eine bloße Grammatik-Übersetzungsmethode hinausführende Vermittlung von Sprachfähigkeit („daß er ein argument fertig machen könne“) didaktisch auf eine neue Weise zu vermitteln. Namentlich bekannte Schüler (Michael Havemann, Ludwig von Hörnigk, Christian Gerlach, Hellwig Dieterich, Philipp III. von Hessen-Butzbach, Samuel Heiland d. J.) waren überzeugt vom Lernerfolg seines Unterrichts. Der Beitrag des Altdorfer Professors zur Vermittlung rabbinischer Theologie in seinem Werk Gali Razia. Occultorum Detectio wurde von Zeitgenossen zunächst interessiert aufgegriffen (Isaac Casaubon, George Babou de La Bourdaisière). Der Heidelberger Professor Johann Balthasar Baumbach († 1622) sprach sich noch 1609 in einem in Nürnberg gedruckten Buch lobend über Julius Konrad Ottos Werk aus. Dagegen kritisierte der jüdische Theologe Salomo Salman Zevi ihn 1615 zwar nur indirekt, aber heftig.
Später wurden Otto von vielen christlichen Kollegen die heimliche Flucht aus Altdorf, Aspekte seiner Lebensführung (Schulden, Verlassen der Ehefrau, unkritische Selbstdarstellung) und ein angeblicher Abfall vom christlichen Glauben vorgeworfen (Hans Felix Balber, Johann Buxtorf der Ältere). Auch antijüdische Vorurteile (Georg Zeämann) spielten eine Rolle. Besonders die einflussreiche Kritik von Theodoricus Hackspan, Johann Christoph Wagenseil (beide spätere Nachfolger auf dem Altdorfer Lehrstuhl), dem Kopenhagener Professor Thomas Bang (1600–1661) und dem Nürnberger Superintendenten und Bibliothekar Johann Wülfer (1651–1724) mit dem Vorwurf der Apostasie und Verfälschung von Quellen führte zu einer negativen Bewertung von Julius Konrad Otto durch christliche Autoren im 17./18. Jahrhundert. Wagenseil nannte Otto einen verus fur, trifur, trifurcifer (= richtigen Dieb, Oberganoven, Superbösewicht). Wülfer verteidigte die Juden trotz Kritik an Otto nachdrücklich („strongly“) gegen die nach seiner Auffassung unqualifizierten Vorwürfe von Brenz.
Robert Sheringham (1602–1678) und Johannes Vorst (1623–1676) waren unter den ersten, die Ottos Beitrag zur Darstellung rabbinischer Theologie unvoreingenommener würdigten. Paul Colomiès (1638–1692) stimmte Julius Konrad Otto darin zu, dass er im Gegensatz zu Buxtorf und Jean Plantavit de La Pause den Mischnatraktat Pirḳê Abôt (von Otto Rabbi Simeon ben Gamaliel zugeschrieben) von dem Kommentarwerk Abôt des Rabbi Nathan unterschieden hatte.
In der christlichen Mystik des frühen 17. Jahrhunderts wurden Anregungen aus Gali Razia. Occultorum Detectio vereinzelt aufgegriffen. Durch Ottos Schrift könnte Jakob Böhme Grundgedanken der jüdischen Kabbala kennengelernt haben, auch der Rosenkreuzer und christliche Kabbalist Johannes Steudner (1620–1666) bezog sich auf dieses Werk Ottos.

## Werke

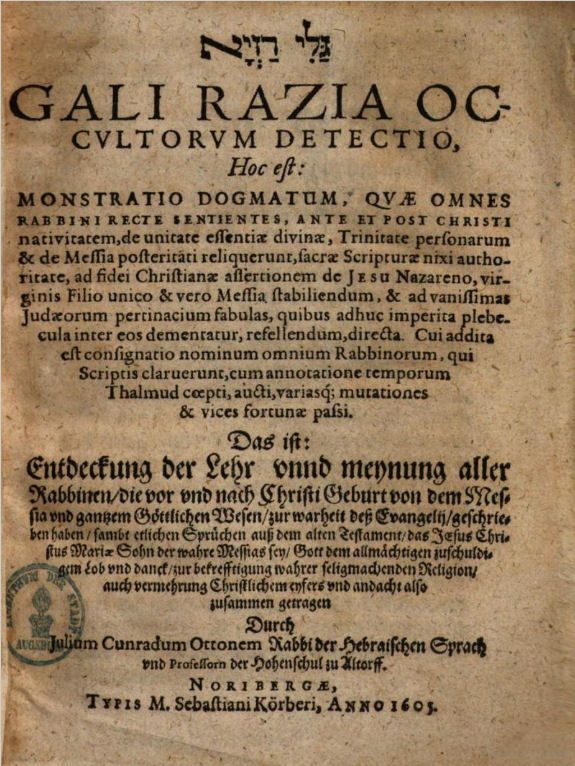
Titelblatt von Gali Razia. Occultorum Detectio, Nürnberg 1605

- (Manuskript; verschollen) דיא סירישע גראמאטיקא[40] [= Die syrische Grammatica]. o. O. 1600[128]
- (als Schreiber; verschollen) Cabbalisticum hebraicum (= hebräische kabbalistische Schrift), „descripsit (= hat abgeschrieben) Iulius Conradus Otto, Exiudaeus“. o. O. um 1600/05[129][33]
- (verschollen)[130] Usus sanctae linguae,[131] vel Expositio mystica omnium vocum hebraicarum Veteris Testamenti (= Der Gebrauch der heiligen Sprache, oder Sinnbildliche Auslegung aller hebräischen Wörter des Alten Testaments). Nürnberg 1604
- (mit Beiträgen von Konrad Rittershausen, Nicolaus Taurellus, Johann Conrad Rhumel,[132] Michael Virdung[133] und Daniel Schwenter) גלי רזיא [= Galî rāzyâ].[134] Gali Razia. Occultorum detectio (= Enthüllung der Geheimnisse), Hoc est: Monstratio dogmatum, quae omnes Rabbini recte sentientes, ante et post Christi nativitatem, de unitate essentiae divinae, Trinitate personarum & de Messia posteritati reliquerunt … Das ist: Entdeckung der Lehr unnd meynung aller Rabbinen, die vor und nach Christi Geburt von dem Messia und gantzem Göttlichen Wesen, zur warheit deß Evangelij, geschrieben haben … Durch Julium Cunradum Ottonem Rabbi der Hebraischen Sprach und Professorn der Hohenschul zu Altorff. Sebastian Körber, Nürnberg 1605 (Digitalisat der Bayerischen Staatsbibliothek München), (Google-Books), (Google-Books)
  - Nachdruck Johann Duber, Stettin 1613, Kolophon 1614 (Google-Books)
- דקדוק לשון הקדש [= Diḳdûḳ lešôn haḳ-ḳōdeš].[135] Grammatica Hebraea, methodice tractata, Pro more Rabbinorum (= Hebräische Grammatik, methodisch behandelt nach Art der Rabbiner); Cui annexa est demonstratione usus sanctae linguae ex primo capite Geneseos; Cum abbreviaturis Rabbinicarum, secundum ordinem Alphabeti. Authore Julio Conrado Ottone, Rabbi olim apud Judaeos, jam verò Professore Hebraeae Linguae Altorfii Norocorum publico. Catharina Dietrich (Theodericus), Nürnberg 1605 (Google-Books)
- (Probedruck;[136] verschollen)[137] ספר שורשים [= Sēfer schôraschîm][138] – Lexicon radicale, sive Thesaurus coronam Sacrae Scripturae complectens (= Sprachwurzel-Wörterbuch, oder Ein Schatzhaus, das die Herrlichkeit der Heiligen Schrift enthält), in quo iuxta ordinem alphabetarium ponuntur nomina, verba, serviles et radicales literae et voces inde derivatae et radicales cognatae, quae cum in hebraica lingua, tum in Talmud et aliis rabbinorum scripta exstant. Nürnberg, um 1605 (1607?)
- ספר תהלים [= Sēfer tehillîm]. Hoc est: Liber Psalmorum (= Buch der Psalmen), nova eaque utili forma,[139] de qua praefatio docebit editus liber, hrsg. von Julius Otto Pragensis. Hamburg 1614[140][7][67] (Digitalisat der Bibliothèque numérique de Lyon), (Google-Books)

(= ab Ps 10,4 Nachdruck bzw. Überarbeitung von: Elias Hutter (Hrsg.): ספר תהלים [= Sēfer tehillîm] sive Liber Psalmorum eleganti, nova, utili, maximeque necessaria typorum forma, qua primo statim intuitu, singularum vocum litterae radicales à servilibus discernuntur … Johann Sachse, Hamburg 1586) (Digitalisat der Staatsbibliothek zu Berlin);
(überarbeitete und erweiterte englische Ausgabe) Samuel Bagster (Hrsg.): The interlineary Hebrew and English Psalter. In which the construction of every word is indicated, and the root of each distinguished by the use of hollow and other types. S. Bagster and sons, London 1845 (Digitalisat bei HathiTrust) (und zahlreiche Nachdrucke)
- (Vorlesungsankündigung) Quod felix faustumq[ue] sit Ecclesiae Reip. & Academiae Edinburgenae.[142] R. Bryson, Edinburgh, um 1642.[143] In: Abraham Levy: Addendum to ‚The Origins of Scottish Jewry‘. In: Transactions of the Jewish Historical Society of England 19 (1955–1959), S. 161f (mit Abb.)